# Ави Толедано
Аврам „Ави” Толедано (хебр. אבי טולדנו, романизовано Avraham Toledano; Мекнес, 4. април 1948) израелски је певач, композитор, текстописац и глумац. 
Музичку каријеру започео је 1968. током служења војног рока, када је објавио и свој први студијски албум. Други албум под насловом Мој отац који је објавио годину дана касније, донео му је и признање за певаче године у Израелу. Током каријере објавио је 24 студијска албума, неколико компилацијских албума и бројне синглове. 
Толедано је представљао Израел на Евросонгу у Харогејту 1982. са песмом  песма Hora (у преводу Оро) која је са 100 освојених бодова заузела друго место. Годину дана касније поновио је исти успех, овај пут као композитор песме Chai коју је те године у Минхену извела Офра Хаза. 
Има шесторо деце из два брака.